# Магаданска област
Магаданска област (рус. Магаданская область) је конститутивни субјект Руске Федерације са статусом области на простору Далекоисточног федералног округа у азијском делу Русије на северној обали Охотског мора.
Административни центар области је град Магадан.

## Етимологија
Област носи име по административном центру, граду Магадану. Град је основан 1929. године на обали Охотског мора, а први становници били су руски колонисти и домородачки Ороци.
Постоји неколико теорија о пореклу имена града, али је најчешће наводи она која каже да име потиче од орочких речи монго-дан, што значи „Морски наноси“.

## Становништво
| 1989.   | 2002.   | 2010.   |
| ------- | ------- | ------- |
| 542,868 | 182,726 | 156,996 |